# De leukste eeuw
De leukste eeuw was een humoristisch archiefprogramma van productiehuis Telesaurus dat in het najaar van 1999 voor het eerst op TV1 te zien was. Het programma putte uit het archief van de Vlaamse openbare televisieomroep en verzamelde er de meest komische fragmenten uit.

## De leukste eeuw
Aanvankelijk werd het programma gepresenteerd door Warre Borgmans. Het werd eind 1999 uitgezonden met de bedoeling terug te blikken op de voorbije halve eeuw aan televisiefragmenten van de VRT. Na acht afleveringen nam Bart Peeters de presentatie over en hield dit 50 afleveringen vol. Het succes van de uitzendingen zorgde ervoor dat er een spin-off kwam.

## De leukste eeuw van...
De leukste eeuw van... liep van maart 2002 tot maart 2003. In deze spin-off liet Bart Peeters wekelijks twee bekende gasten beelden kiezen uit hun eigen carrière en hun persoonlijke favorieten. Er werden 32 afleveringen uitgezonden.
De volledige lijst van bekende gastenduo's die eraan meededen:

### Lijst van de gasten
- Ann Ceurvels & Walter Baele
- Koen Crucke & Willy Claes
- Eddy Wally & Geena Lisa
- Herman Van Molle & Karel Vereertbrugghen
- Urbanus & Tanja Dexters
- Felice & Peter Van Asbroeck
- Johny Voners & Janine Bischops
- Martine Prenen & Tom Lenaerts
- Jo De Poorter & Margriet Hermans
- Sam Gooris & Paul D'Hoore
- Frank Raes & Jan Van Rompaey
- Rani De Coninck & Sabine De Vos
- Frank Deboosere & Sabine Hagedoren
- Andrea Croonenberghs & Marcel Vanthilt
- Gene Bervoets & Zohra Aït-Fath
- Johan Vande Lanotte & Johan Verstreken
- Wesley Sonck & Luk Alloo
- Jean-Luc Dehaene & Bob Peeters
- Mark Eyskens & Herman De Croo
- Dana Winner & Kurt Van Eeghem
- Luc De Vos & Nicole & Hugo
- Jan Verheyen & Raf Coppens
- Rob Vanoudenhoven & Terry Van Ginderen
- Jean-Marie Pfaff & Ronny Mosuse
- Wendy Van Wanten & Jaak Van Assche
- Carl Huybrechts & Leen Demaré
- Bart De Pauw & Katja Retsin
- Will Tura & Guy Mortier
- Chris Dusauchoit & Ilse Van Hoecke
- Walter Capiau & Jan Leyers
- Willy Sommers & Johan Museeuw
- Yasmine & Pol Goossen

### Het beste van het leukste van...
Later compileerde de VRT uit alle uitzendingen van De leukste eeuw 18 compilatieafleveringen die tijdens de zomer konden worden uitgezonden.